# Wojciech Jarząbek
Wojciech Jarząbek (ur. 3 czerwca 1950 we Wrocławiu) – polski architekt postmodernistyczny związany z Wrocławiem.

## Życiorys
Ukończył architekturę na Politechnice Wrocławskiej w 1973 roku. Po studiach przez pięć lat pracował w biurze „Inwestprojekt”, a od 1978 do 1990 roku pracował z przerwami w biurach projektowych w Kuwejcie. W 1980 roku wspólnie z Wacławem Hryniewiczem i Janem Matkowskim wygrał konkurs na projekt kościoła na wrocławskim osiedlu Popowice, w związku z tym założył własną pracownię projektową. W 1991 roku wspólnie z Janem Matkowskim, Edwardem Lachem, i Ewą Leś opracował na zlecenie spółdzielni mieszkaniowej „Osada” projekt budynku przy skrzyżowaniu ulic Zielińskiego i Swobodnej, a w 2011 roku zaprojektował dla spółdzielni osiedle bloków mieszkalnych „Osiedle Kminkowa”. Zespół pod kierownictwem Jarząbka zaprojektował budynek domu towarowego Solpol I. Projekt został opracowany w ciągu tygodnia, ze względu na krótki czas, jakim dysponował zleceniodawca.
Ważniejsze realizacje
- kościół Najświętszej Maryi Panny Królowej Pokoju przy ul. Ojców Oblatów 1 (1980)
- blok mieszkalny przy ul. Zielińskiego 39-41 i ul. Swobodnej 76-78[5] (1991)
- blok mieszkalny przy ul. Szwedzkiej 1-19d[5]
- budynek jednorodzinny przy ul. Kukułczej 1[5]
- budynek jednorodzinny przy ul. Mickiewicza 20d-20c[5]
- budynek jednorodzinny przy ul. Ukraińskiej 4A[5]
- zespół bloków mieszkalnych ul. Pereca 23-23b – ul. Żelazna 48-52a – ul. Ołowiana 5-13[5]
- Kamienica przy Wybrzeżu Wyspiańskiego 36 (lata 1990-te)
- Solpol I przy ul. Świdnickiej (1993)
- Solpol II przy ul. Świdnickiej (1999)
- biurowiec firmy Wrozamet przy ul. Żmigrodzkiej (2000)
- biurowiec Millennium Towers przy ul. Strzegomskiej (2004, 2009, 2014)
- Osiedle Kminkowa (2011)
- Herbarium Muzeum Przyrodniczego UWr przy ul. Sienkiewicza
- Centrum Studiów Zaawansowanych Technik Informacyjnych i Komunikacyjnych Technopolis I przy ul. Janiszewskiego (2014)[6]

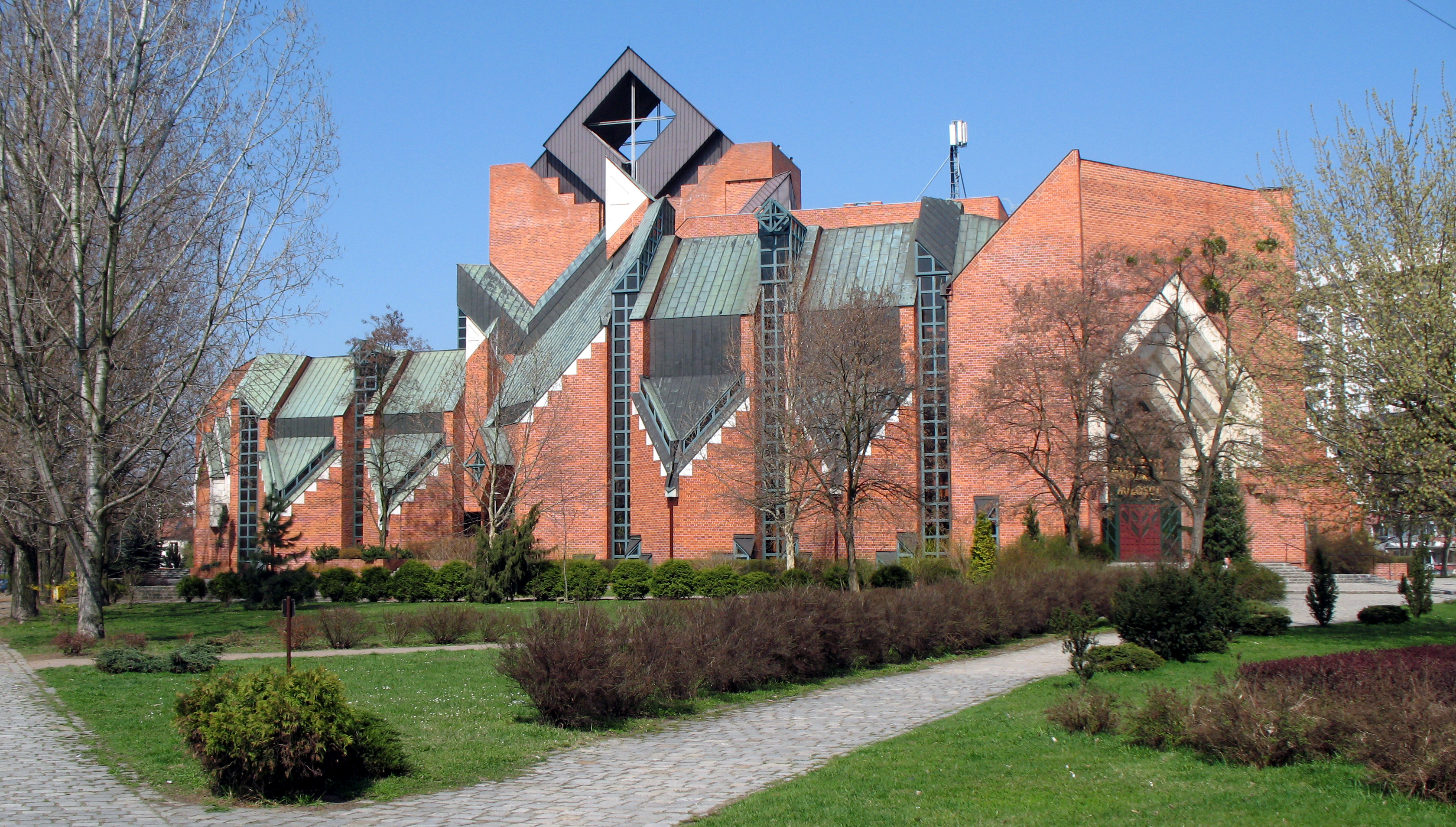
kościół Najświętszej Maryi Panny Królowej Pokoju
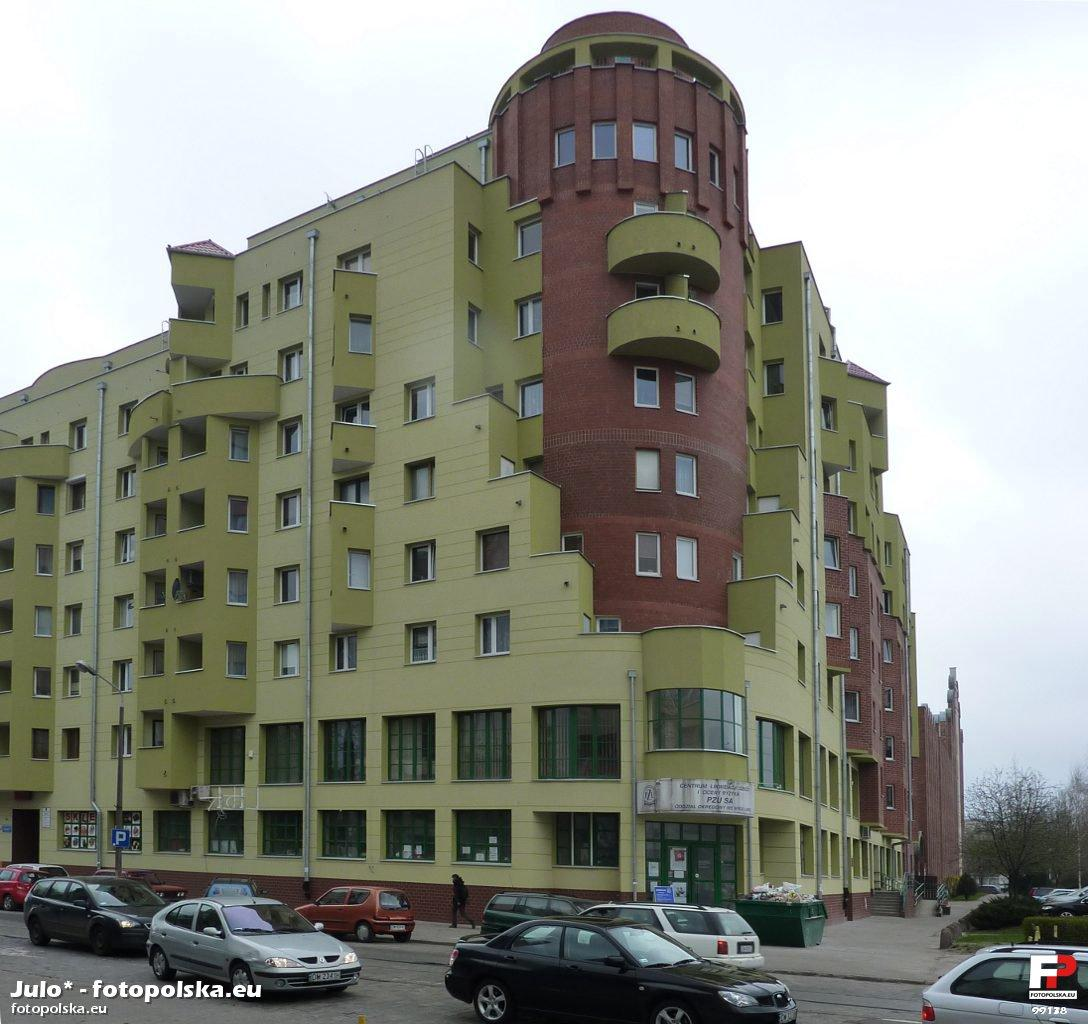
blok mieszkalny przy skrzyżowaniu Zielińskiego i Swobodnej
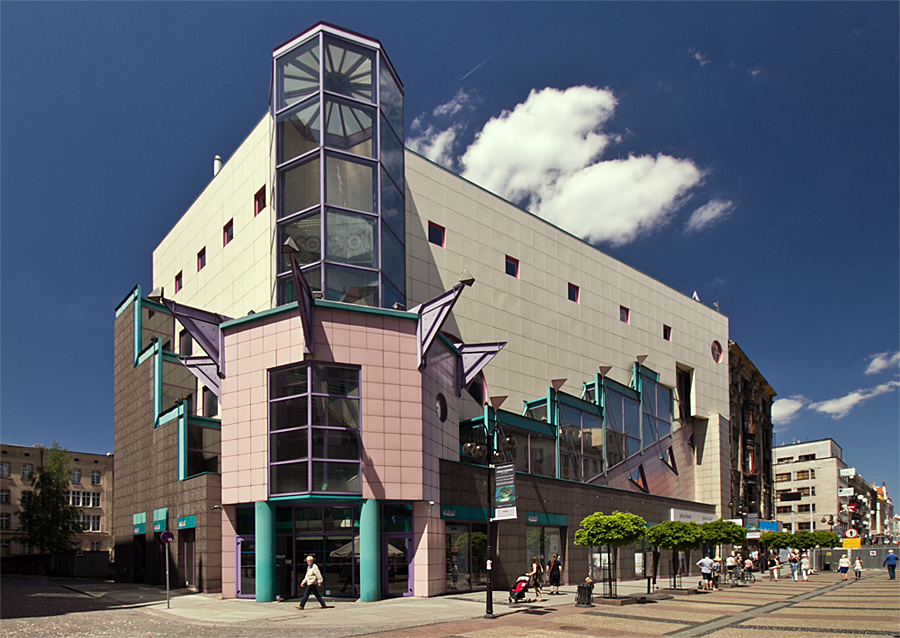
Dom towarowy Solpol I
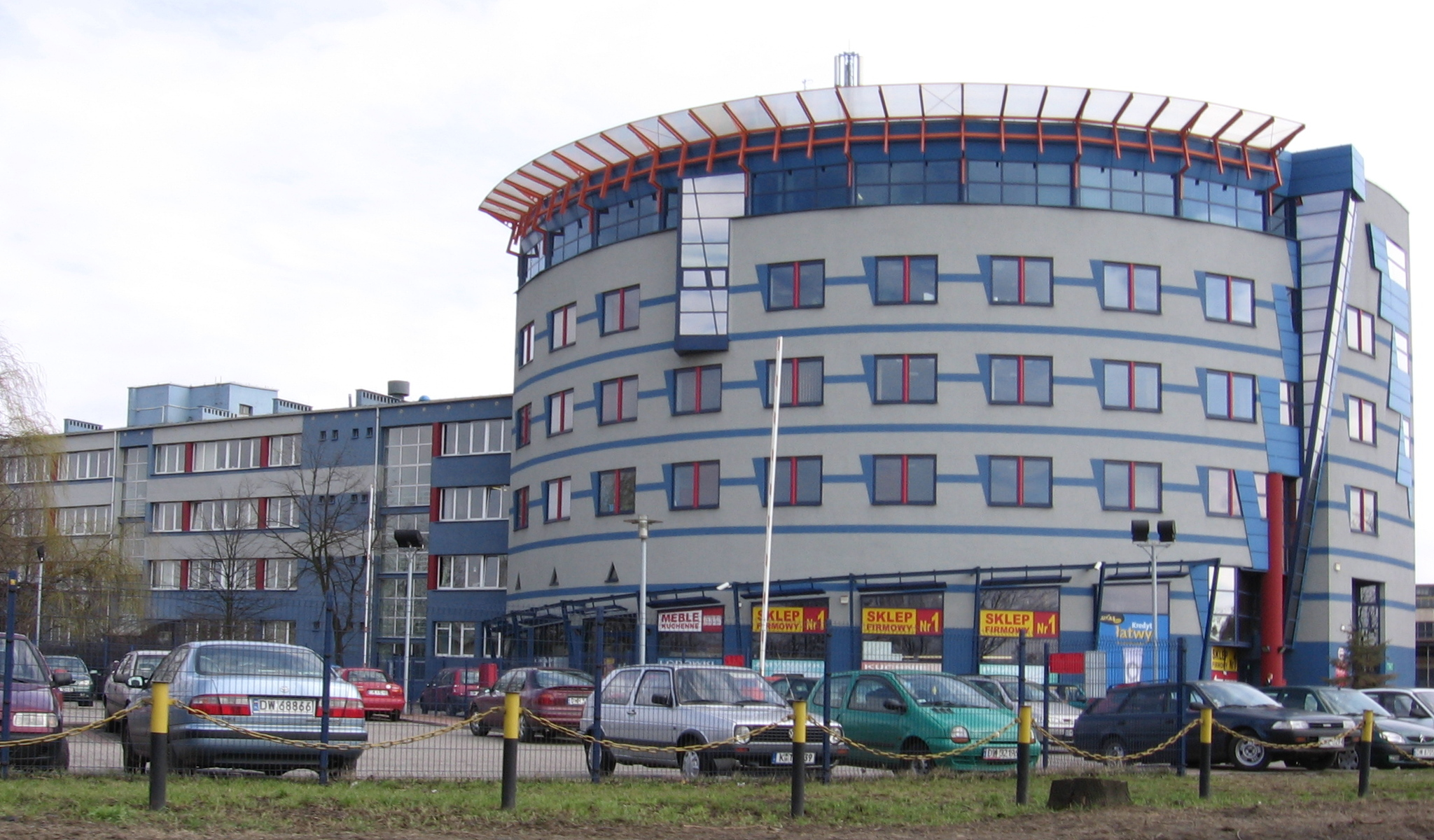
biurowiec Wrozametu
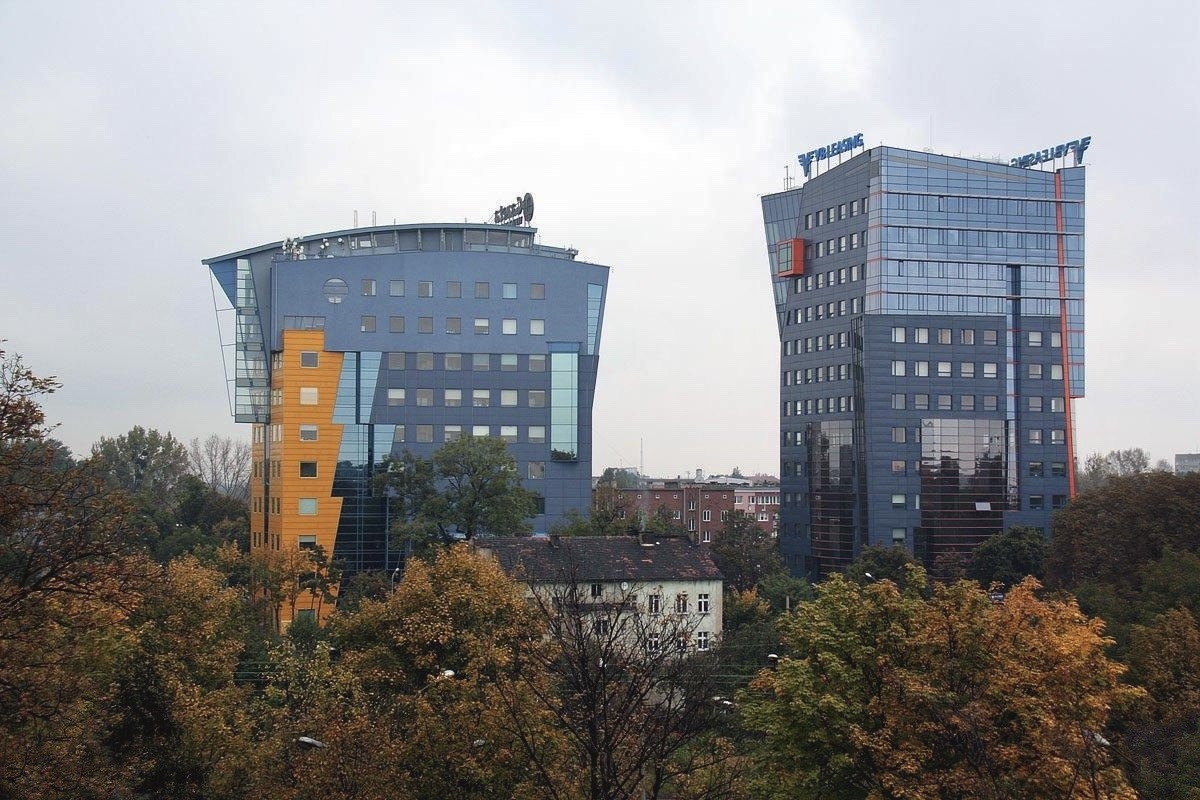
Millennium Towers
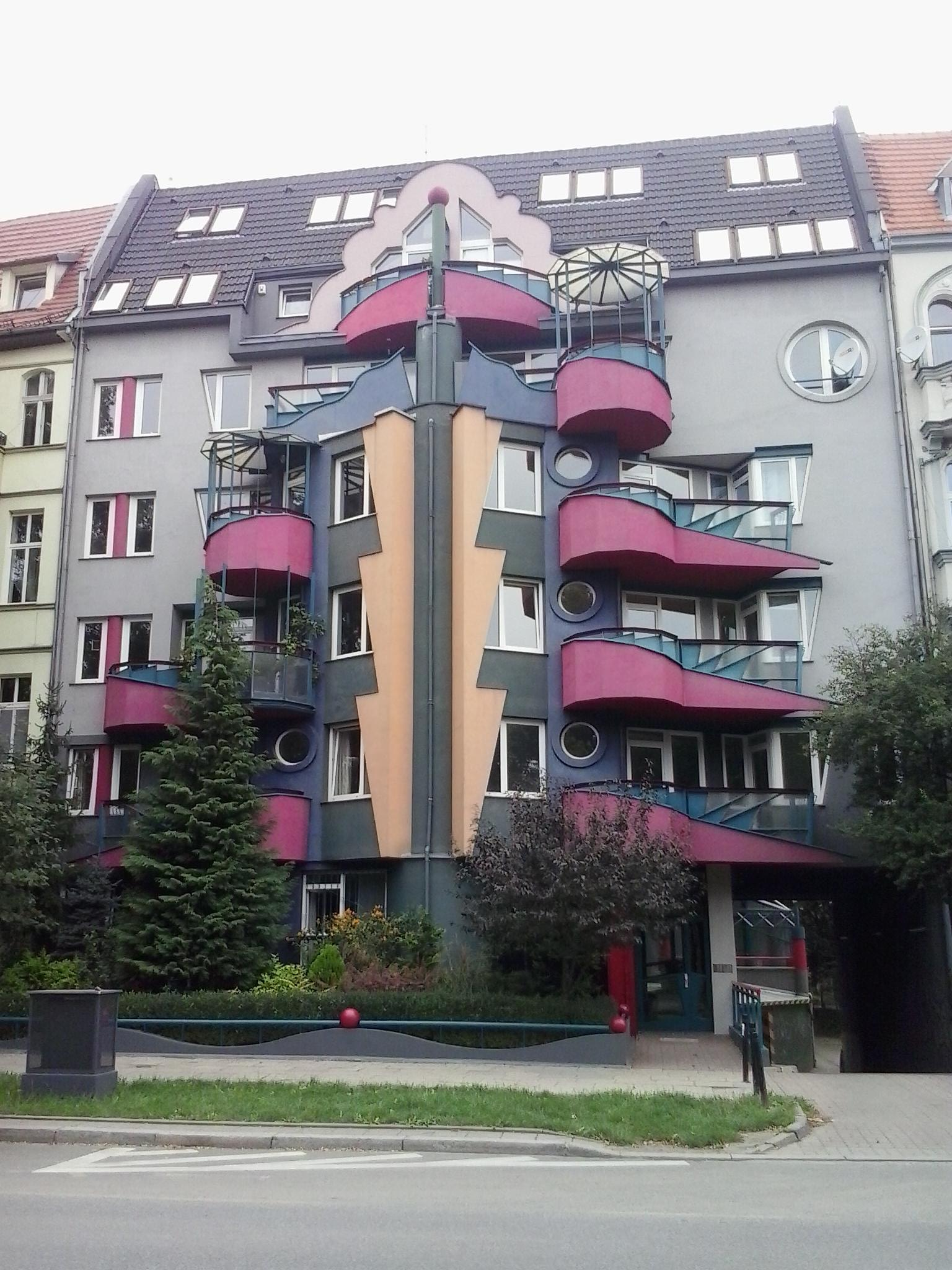
Kamienica przy Wybrzeżu Wyspiańskiego 36
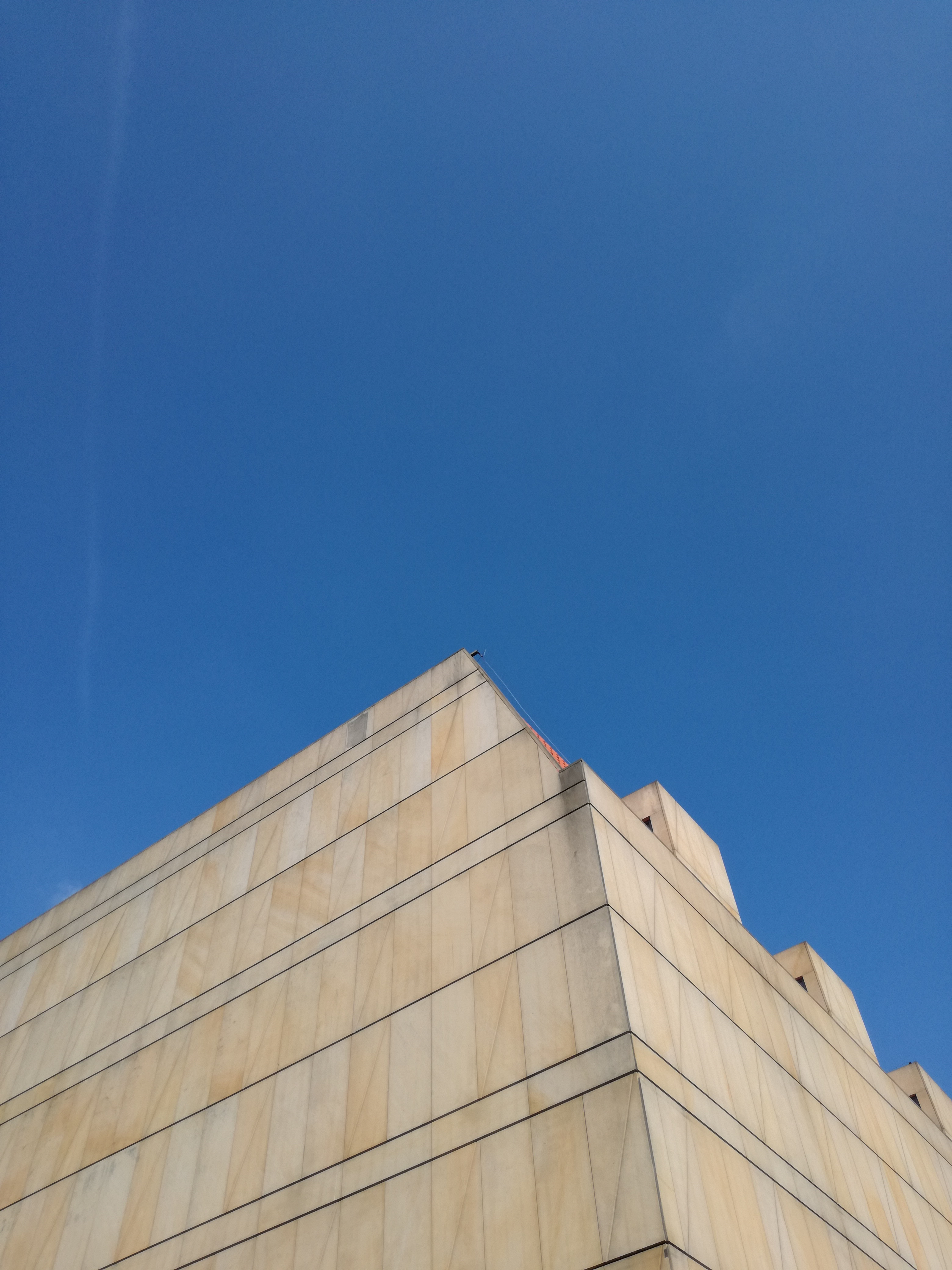
Herbarium Muzeum Przyrodniczego przy ul. Sienkiewicza